# لوته إتش. أيسنر
لوته إتش. أيسنر (بالفرنسية: Lotte H. Eisner )‏ (و. 1896 – 1983 م) هي شاعرة، وناقدة سينمائية، ومؤرخة، وكاتِبة من ألمانيا، وفرنسا، ولدت في برلين، توفيت في باريس، عن عمر يناهز 87 عاماً.

## وصلات خارجية
- لوت إتش. إيسنر على موقع IMDb (الإنجليزية)
- لوت إتش. إيسنر على موقع روتن توميتوز (الإنجليزية)
- لوت إتش. إيسنر على موقع قاعدة بيانات الفيلم (الإنجليزية)
- لوت إتش. إيسنر على موقع كينوبويسك (الروسية)